# ETCS
ETCS (European Train Control System) är en europeisk standard för ATP (Automatic Train Protection) som tillsammans med GSM-R (GSM for Railways) utgör ERTMS (European Rail Traffic Management System). För utförligare beskrivning se ERTMS.
ETCS huvudkomponenter är eurobaliser, radioblockcentral (RBC) samt omborddator. Omborddatorns grundfunktion är att baserat på data som översänts från marksystemet (eurobaliserna och / eller RBC) säkerställa att nuvarande och kommande hastighetsrestriktioner efterlevs, samt att passage av signaler med stoppbesked ej kan ske. I de fall då föraren ej respekterar gällande hastighetsbegränsningar eller ej påbörjar inbromsning i tid för att reducera farten till kommande hastighetsbegränsningar griper omborddatorn in med broms. ETCS ger även full hyttsignalering, dvs all för tågföraren nödvändig information presenteras på en dataskärm ombord.
ETCS medger 500 km/h och anses ha ett bättre gränssnitt system - föraren får en grafisk bild av vad som gäller framåt i spåret.

## Nivåer
ETCS delas in i fem olika operationella nivåer. Vilken som gäller beror på banans utrustning. Tåg med ERTMS installerat kan trafikera alla nivåer, dock vid nivå STM (Specific Transmission Module) bara om just det äldre signalsystemet stöds av tågets utrustning.

### ETCS Nivå 0
Nivå 0 används på banor som saknar markutrustning för ETCS. Omborddatorn övervakar endast en fast hastighetsbegränsning. Säkerheten bygger på manuell hantering och ljussignaler enligt äldre system som föraren observerar. Sådana system kan i Sverige vara spärrfärd och system M.

### ETCS Nivå 1
I Nivå 1 sänds all nödvändig information till omborddatorn med hjälp av styrbara eurobaliser. Eurobaliserna får information om tillåten hastighet från ställverket. Parallellt finns de optiska signalerna kvar, som ger en förenklad bild av tillåtna hastigheter. Nivå 1 har funktioner som motsvarar det svenska ATC-systemet. Planeras att användas endast inom högtrafikerade områden, där det kan finnas för många tåg för att passa GSM-R.

### ETCS Nivå 2
I Nivå 2 används endast statiskt kodade eurobaliser. Variabel information sänds till tåget via radio (GSM-R) från en radioblockcentral. Den tillåtna hastigheten baseras på den hinderfrihet som spårledningar ger. Detta medför att optiska signaler ej längre behövs samt i viss mån ett effektivare trafikflöde eftersom omborddatorn kan få kontinuerliga uppdateringar över radio. ETCS Nivå 2 infördes på Botniabanan som första linje i Sverige och är billigare än nivå 1. Planeras att användas på alla huvudlinjer.

### ETCS Nivå 3
Nivå 3 fungerar enligt samma principer som Nivå 2 med det tillägg att radioblockcentralen baserar tågens positioner på rapporter från omborddatorerna istället för att förlita sig på spårledningar eller axelräknare. Möjliggör rörlig fjärrblockering, där tåget självt och en sträcka bakom det utgör blocksträckan. Medger i teorin mycket tät trafik samtidigt som det är billigt när varken optiska signaler eller spårledningar behövs. Första introduktion var i Sverige 2012, avseende en variant som kallas ERTMS-Regional, och som är en enklare version med långa fasta blocksträckor och lägre fart, vilket planeras att användas på sträckor utan ATC (exempelvis system M idag). Vissa bedömer att nivå 3 på sikt blir den helt dominerande nivån.

### ETCS Nivå STM
Nivå STM avser banor med äldre system (I Sverige ATC-2) som trafikeras av ERTMS-tåg. Här är loket utrustat med utrustning för ETCS samt en så kallad STM (Specific Transmission Module) vilket medger trafik både på sträckor med ETCS och på sträckor med äldre signalsystem. Eftersom övergången till ETCS kommer att ta ett antal år kan man räkna med att denna variant blir vanligt förekommande i tåg som körs i Sverige under ganska många år. Tåg som ska trafikera flera äldre system måste ha flera STM. 
Övergångar mellan de fem ovan nämnda nivåerna kan med rätt utrustning ske i full hastighet.